# Indywidualne Mistrzostwa Polski na Żużlu 1968
Indywidualne Mistrzostwa Polski na Żużlu 1968 – zawody żużlowe, mające na celu wyłonienie medalistów indywidualnych mistrzostw Polski w sezonie 1968. Rozegrano cztery turnieje ćwierćfinałowe, dwa półfinały oraz finał, w którym zwyciężył Andrzej Wyglenda.

## Finał
- Rybnik, 15 września 1968
- Sędzia: ?

| Msc. | Zawodnik               | Klub           | Pkt  |             |  |
| ---- | ---------------------- | -------------- | ---- | ----------- |  |
| 1    | Andrzej Wyglenda       | Rybnik         | 14   | (3,3,3,3,2) |  |
| 2    | Edmund Migoś           | Gorzów Wlkp.   | 12+3 | (2,2,3,2,3) |  |
| 3    | Edward Jancarz         | Gorzów Wlkp.   | 12+2 | (3,3,2,2,2) |  |
| 4    | Andrzej Pogorzelski    | Gorzów Wlkp.   | 11   | (2,2,3,3,1) |  |
| 5    | Stanisław Tkocz        | Rybnik         | 10   | (0,1,3,3,3) |  |
| 6    | Jerzy Trzeszkowski     | Wrocław        | 9    | (1,1,1,3,3) |  |
| 7    | Joachim Maj            | Rybnik         | 9    | (2,3,2,1,1) |  |
| 8    | Zbigniew Podlecki      | Gdańsk         | 8    | (3,2,0,2,1) |  |
| 9    | Jan Mucha              | Świętochłowice | 8    | (1,3,1,2,1) |  |
| 10   | Jerzy Padewski         | Gorzów Wlkp.   | 7    | (3,1,2,1,u) |  |
| 11   | Piotr Bruzda           | Wrocław        | 6    | (1,2,0,0,3) |  |
| 12   | Bohdan Jaroszewicz     | Wrocław        | 4    | (2,0,2,0,0) |  |
| 13   | Andrzej Tanaś          | Tarnów         | 4    | (1,d,0,1,2) |  |
| 14   | Henryk Glücklich       | Bydgoszcz      | 3    | (0,1,0,0,2) |  |
| 15   | Paweł Waloszek         | Świętochłowice | 2    | (u,0,1,1,0) |  |
| 16   | Henryk Ciorga          | Zielona Góra   | 1    | (w,0,1,0,0) |  |
|      | rez. Stanisław Skowron | Opole          | ns   |             |  |
|      | Antoni Woryna          | Rybnik         | qns  |             |  |